# Confederația Europeană de Volei
Confederația Europeană de Volei (Confederația Europeană de Volei, în limba franceză Confédération Européenne de Volleyball or CEV), este organismul continental pentru sportul de volei din Europa. Sediul central se află în Luxembourg, Luxemburg.

## Istoric
Deși a fost creat 21 octombrie 1963, la București, România  voleiul a fost în Europa de mai mulți ani. Majoritatea echipelor care au participat la congresul de constituire a FIVB în 1947 erau din Europa. De fapt, înființarea sa pare să fi fost o dorință din partea federațiilor naționale europene.
Voleiul a fost inventat în SUA, dar a devenit pentru prima dată un sport extrem de popular în Europa de Est, după ce a fost adus de soldații americani în timpul primului război mondial. Până la mijlocul secolului, acesta s-a răspândit deja prin restul continentului. Multe din tehnicile și tacticile care sunt frecvente în voleiul modern se pare că au fost introduse de echipele europene. Printre altele, ar fi demn de remarcat aici: blocarea (Cehoslovacia, 1938); penetrarea pasatorului, care a condus la dezvoltarea așa-numitul sistem "5 - 1" (URSS, 1949); pasa cu antebrațul (Cehoslovacia, 1958) și atacul înapoi (Polonia, 1974).
Lunga și semnificativa tradiție a sportului de pe continent pot fi responsabile, cel puțin parțial, pentru structura administrativ a CEV, care rivalizează cu cea a FIVB în dimensiune și implicare. Aceasta este cea mai mare dintre toate confederațiile de volei, și cea care organizează cel mai mare număr de concursuri anuale și turnee. Din 2005, sediul central se află în Luxembourg, Luxemburg.
Ca entitatea ce conduce federațiile europene de volei, CEV organizează competiții continentale precum prestigiosul Campionat European (prima ediție a avut loc în 1948), Cupa CEV și Liga Europeană. Participă la organizarea turneelor de calificare pentru evenimente majore, cum ar fi Jocurile Olimpice sau Campionatul Mondial și a competițiilor internaționale găzduite de către una dintre federațiile afiliate.

## Echipe
Europa este considerată cel mai puternic continent în domeniul voleiului. CEV, de obicei, mai multe locuri rezervate în competițiile internaționale decât oricare altă confederație. Rusia, care a moștenit cei mai mulți dintre jucătorii și antrenorii fostei URSS și ai CSI, are probabil programul de volei cel mai stabil, sprijinind echipele masculine și feminine de cel mai înalt nivel. Același lucru poate fi spus despre Italia, deși doar în ultimii ani voleiul feminin s-a dezvoltat pe deplin în această țară.
Serbia, Polonia, Italia, Bulgaria și Olanda, de asemenea, trebuie să fie luate în considerare ca forțe continentale în volei masculin. La un nivel mai scăzut de joc, se pot lua în considerare alte câteva echipe cu tradiție în acest domeniu, cum ar fi Franța; și la un nivel chiar mai mic, dar încă capabile să învingă echipe puternice, Germania, Spania, Grecia și, posibil, Portugalia. În 2015 Slovenia a făcut istorie încheind pe locul al doilea la Campionatul European din 2015.
Concurența este mai puțin dură în voleiul feminin. Rusia, Serbia și Italia sunt rareori amenințate de orice altă echipă în competiții majore. În afară de acestea trei, Germania, care a atras jucătoare atât din Vest cât și din Est, poate fi privită ca următoarea echipa cea mai tradițională din Europa. Cu rezultate mai inconsistente și, adesea, în funcție de forma individuală jucătoarelor, se pot lua în considerare: Olanda, România și, mai recent, Polonia și Turcia.